# Bactrocera aceromata
Bactrocera aceromata är en tvåvingeart som beskrevs av White och Neal L. Evenhuis 1999. Bactrocera aceromata ingår i släktet Bactrocera och familjen borrflugor. Inga underarter finns listade.